# タイ石油公社
PTT公開株式会社 (英語: PTT Public Company Limited) あるいはPTTは、タイで天然ガス事業、石油事業を行うエネルギー関連企業である。同国最大の企業であり、多くの子会社を有する。1978年にタイ工業省直轄のタイ石油公社 (英語: Petroleum Authority of Thailand)として設立されたが、2001年に上場し、一部民営化された。そして、2002年にエネルギー省を直轄する。現在においても、タイ財務省が同社株式の52.32%を保有している。間接出資分を合算すると約68%をタイ政府が出資する国有企業である。
天然ガス、石油の採掘から精製、生産、販売を主に行っている。
SET 50 Indexの採用銘柄である。(2008年2月現在)

## 歴史
- 1978年12月 - タイ石油公社設立法を施行で前身した燃料公社とタイ国営天然ガス公社並びに防衛省のエネルギー事業の一部で合併し設立
- 2001年10月 - タイ石油公社が株式会社となる
- 2001年12月 - タイ証券取引所に上場
- 2005年9月 - 中国海洋石油総公司と天然ガス田の探査・開発・生産に関する協定を締結する
- 2007年9月 - 独立行政法人石油天然ガス・金属鉱物資源機構とGTLプロジェクトに関する各書に調印

## 子会社
- PTTグローバル・ケミカル・パブリック・カンパニー・リミテッド
- PTTエクスプロレーション・アンド・プロダクション
- タイ・オイル
- Innobic (Asia)